# Svolvær
Svolvær a norvég Nordland megyei Vågan község közigazgatási központja. A Lofoten-szigeteken, a Vestfjorden mentén található Austvågøya szigetén található. A 2,37 négyzetkilométer területű település lakossága (2018) 4720 fő.

## Közlekedés

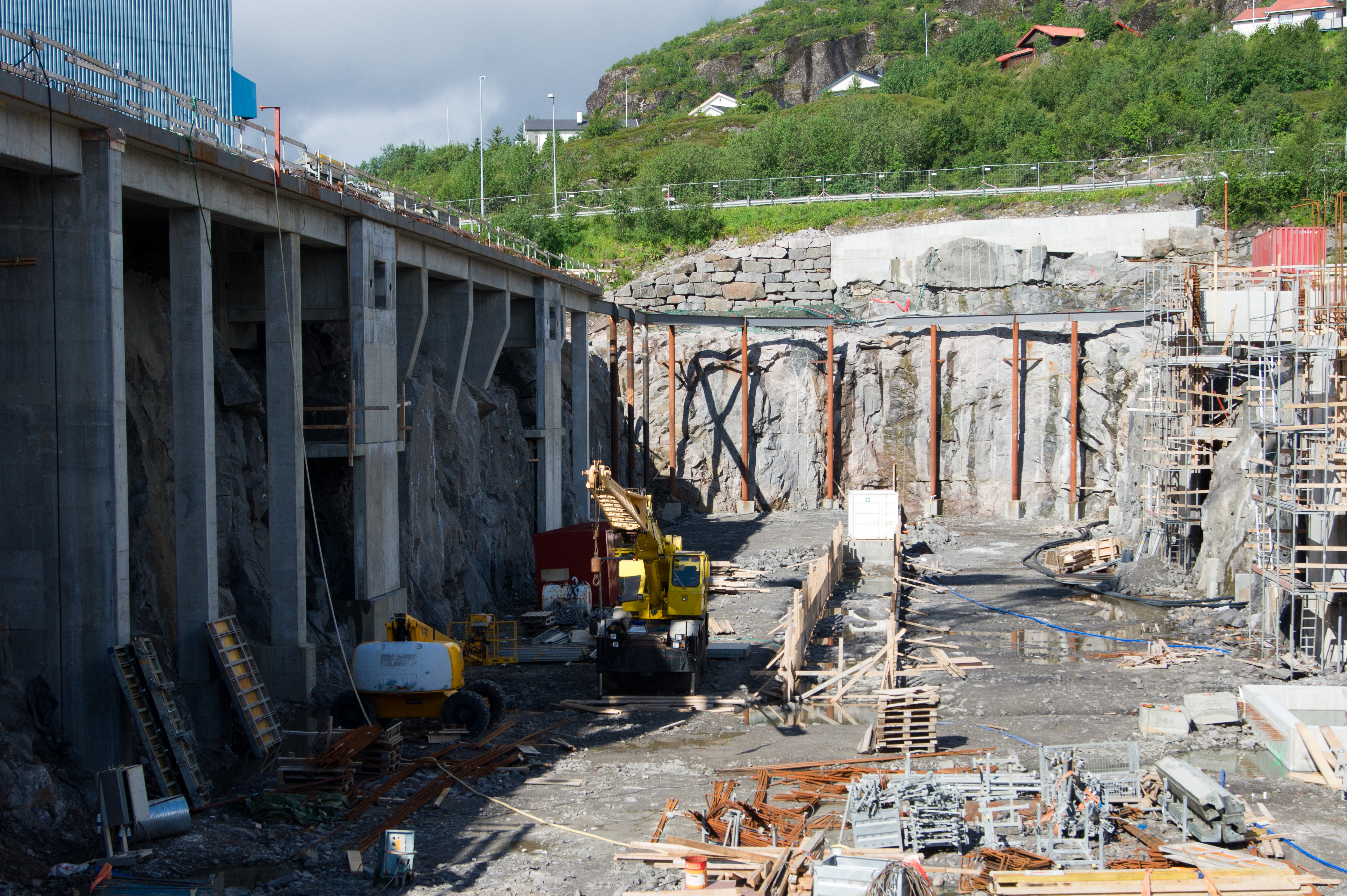
A Svolværban épült száraz dokk (2010)

Svolvær nagy része az Austvågøya fő szigetén található, de a város egyes részei kis, környező, hidakkal összekötött szigetekre épülnek, beleértve a Svinøy-hídat. A város közelében található egy regionális repülőtér, Svolvær repülőtér, Helle, és Svolvær a Hurtigruten hívó kikötője. Svolvær és a közeli festői Skrova sziget között kompjárat van, amely nyáron a Vestfjordon is áthalad Skutvikba ( Hamarøy ). Van egy expressz csónak is, amely Bodø városához csatlakozik. A Lofast-utat (E10-es európai út) hivatalosan 2007. december 1-jén nyitották meg, így Svolvær hozzáférést biztosít a szárazföldhöz és a Harstad/Narvik repülőtérhez, az Eveneshez . Az E10-es európai útvonalat Å-tól Harstad / Narvik repülőtérre, Evenesig tervezik meghosszabbítani. Jelenleg már menetrend szerinti buszjáratok vannak Evenes (3 óra) és a Narvik (4 óra 15 perc) között.

## Múzeumok

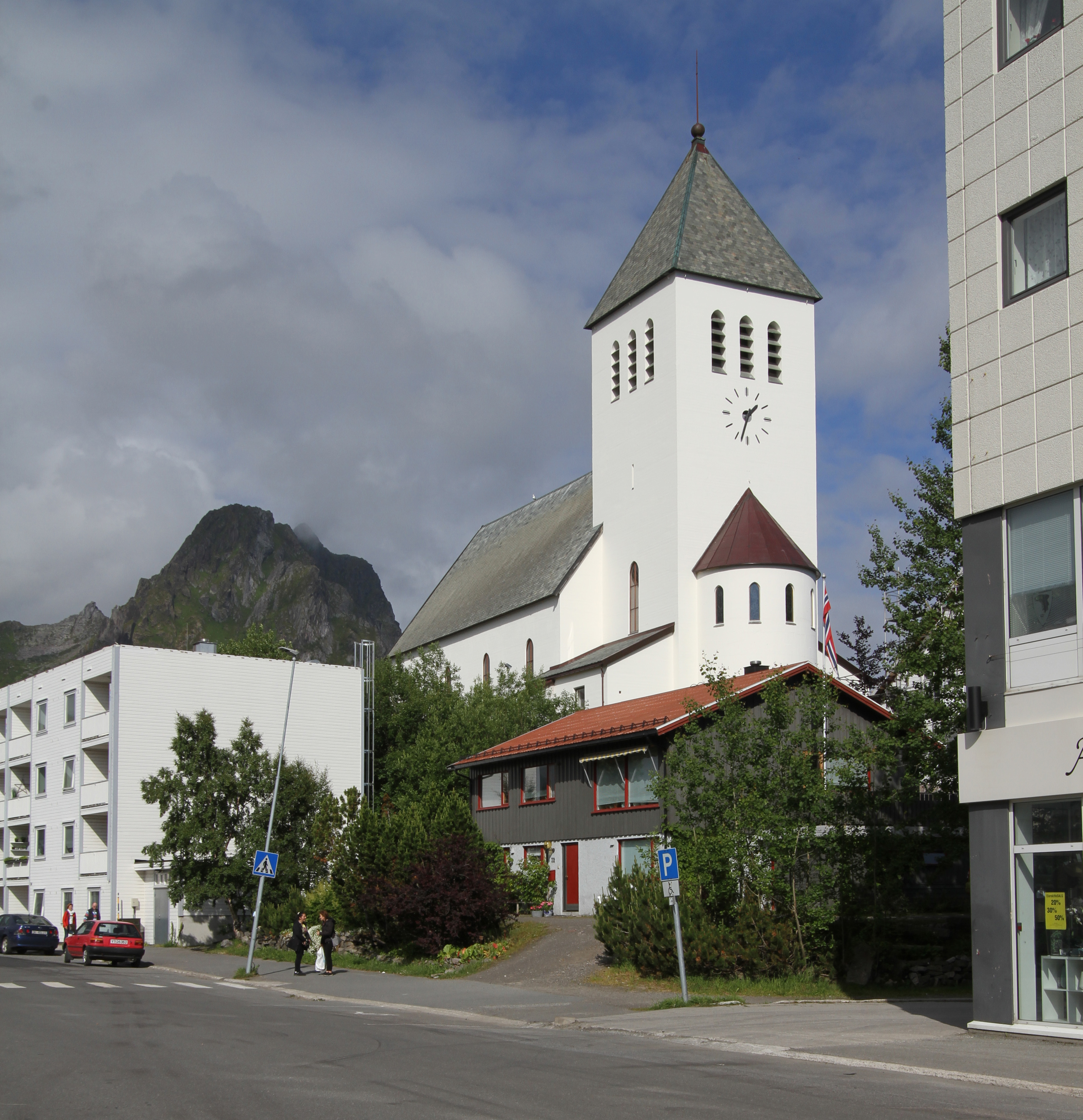
Svolvær-templom

A múzeumok közé tartozik a Lofoten-i Háborús Emlékmúzeum .

## Testvérvárosok
- Ancona, Olaszország